# Longicoccus festucae
Longicoccus festucae är en insektsart som först beskrevs av Koteja 1971.  Longicoccus festucae ingår i släktet Longicoccus och familjen ullsköldlöss. Inga underarter finns listade i Catalogue of Life.